# Upadek (film 2004)
Upadek (niem. Der Untergang) – niemiecki dramat wojenny z 2004 roku w reżyserii Olivera Hirschbiegela. W roli głównej wystąpił szwajcarski aktor Bruno Ganz. Zdjęcia kręcono w Berlinie, Monachium i Petersburgu.
Film nakręcono na podstawie książki Der Untergang: Hitler und das Ende des Dritten Reiches; eine historische Skizze Joachima Festa oraz Z Hitlerem do końca sekretarki Hitlera Traudl Junge (napisanej wspólnie z Melissą Müller). Upadek był niemieckim kandydatem do nagrody Oscara w 2005 roku, przegrał jednak z hiszpańskim obrazem W stronę morza.
Popularność filmu sprawiła, że jest on bardzo często parodiowany w internecie.

## Fabuła
Upadek to film omawiający ostatnie dni życia wodza III Rzeszy, Adolfa Hitlera, w zdobywanym przez wojska radzieckie Berlinie. Początek akcji ma miejsce w kwietniu 1945 roku. Adolf Hitler wraz ze swoimi najbliższymi współpracownikami ukrywa się w bunkrze w podziemiach berlińskiej Kancelarii Rzeszy. Wokół wodza znajdują się między innymi minister propagandy Joseph Goebbels z rodziną oraz Traudl Junge, ostatnia sekretarka Hitlera, której wspomnienia posłużyły do przedstawienia ostatnich dwunastu dni życia zbrodniarza wojennego.

## Obsada
Źródło
| Aktor                    | Postać                  | Rola historyczna                                                          |
| ------------------------ | ----------------------- | ------------------------------------------------------------------------- |
| Bruno Ganz               | Adolf Hitler            | dyktator III Rzeszy                                                       |
| Alexandra Maria Lara     | Traudl Junge            | sekretarka Hitlera                                                        |
| Ulrich Matthes           | Joseph Goebbels         | minister propagandy, jeden z przywódców Niemiec i następca Hitlera        |
| Corinna Harfouch         | Magda Goebbels          | żona Josepha Goebbelsa                                                    |
| Juliane Köhler           | Eva Braun               | towarzyszka życia Hitlera i jego późniejsza żona                          |
| Thomas Kretschmann       | Hermann Fegelein        | generał SS, przedstawiciel Himmlera                                       |
| Heino Ferch              | Albert Speer            | minister uzbrojenia i amunicji, zawiadujący niemieckim przemysłem         |
| Christian Berkel         | Ernst-Günther Schenck   | pułkownik SS, lekarz                                                      |
| André Hennicke           | Wilhelm Mohnke          | generał SS dowodzący obroną dzielnicy rządowej w Berlinie                 |
| Götz Otto                | Otto Günsche            | adiutant Hitlera                                                          |
| Ulrich Noethen           | Heinrich Himmler        | dowódca SS, minister spraw wewnętrznych i czołowy przywódca Niemiec       |
| Christian Redl           | Alfred Jodl             | generał, szef sztabu OKW i bliski doradca wojskowy Hitlera                |
| Rolf Kanies              | Hans Krebs              | generał, szef sztabu OKW po odwołaniu Jodla                               |
| Michael Mendl            | Helmuth Weidling        | generał, ostatni dowódca obrony Berlina                                   |
| Matthias Habich          | Werner Haase            | lekarz                                                                    |
| Birgit Minichmayr        | Gerda Christian         | sekretarka Hitlera                                                        |
| Dietrich Hollinderbäumer | Robert Ritter von Greim | feldmarszałek, dowódca Luftwaffe po odwołaniu Göringa                     |
| Dieter Mann              | Wilhelm Keitel          | feldmarszałek, szef OKW, jeden z najważniejszych dowódców niemieckich     |
| Justus von Dohnányi      | Wilhelm Burgdorf        | generał, pod koniec wojny jeden z najbliższych współpracowników Hitlera   |
| Gerald Alexander Held    | Walter Hewel            | dyplomata, przedstawiciel Goebbelsa                                       |
| Thomas Thieme            | Martin Bormann          | generał SS, zastępca i osobisty sekretarz Hitlera                         |
| Thomas Limpinsel         | Heinz Linge             | kamerdyner Hitlera                                                        |
| Hans Steinberg           | Karl Koller             | generał                                                                   |
| Heinrich Schmieder       | Rochus Misch            | telefonista i adiutant Hitlera                                            |
| Thorsten Krohn           | Ludwig Stumpfegger      | podpułkownik SS, lekarz                                                   |
| Jurgen Tonkel            | Erich Kempka            | podpułkownik SS, kierowca Hitlera                                         |
| Igor Romanov             | Peter Högl              | dowódca Reichssicherheitsdienstu                                          |
| Igor Bubenchikov         | Franz Schädle           | ochroniarz Hitlera                                                        |
| Michael Brandner         | Hans Fritzsche          | dziennikarz, bliski współpracownik Goebbelsa                              |
| Christian Hoening        | Ernst-Robert Grawitz    | generał SS, lekarz                                                        |
| Anna Thalbach            | Hanna Reitsch           | słynna pilotka i bohaterka propagandy                                     |
| Bettina Redlich          | Constanze Manziarly     | kucharka Hitlera                                                          |
| Devid Striesow           | Fritz Tornow            | opiekun psa Hitlera, Blondi                                               |
| Elizaveta Boyarskaya     | Erna Flegel             | pielęgniarka i niańka dzieci Goebbelsów                                   |
| Mathias Gnädinger        | Hermann Göring          | marszałek Rzeszy, dowódca Luftwaffe, jeden z czołowych przywódców Niemiec |
| Klaus Wolf               | Alwin-Broder Albrecht   | adiutant Hitlera                                                          |
| Oliver Stritzel          | Johannes Hentschel      | mechanik w bunkrze                                                        |
| Norbert Heckner          | Walter Wagner           | notariusz, który udzielił ślubu Hitlerowi i Braun                         |
| August Schmölzer         | Hans Baur               | generał SS, pilot Hitlera                                                 |
| Alexander Slastin        | Wasilij Czujkow         | radziecki generał, jeden z dowódców szturmów na Berlin                    |
| Gregory Borlein          | Helmut Goebbels         | syn Goebbelsów                                                            |
| Amelie Menges            | Heide Goebbels          | córka Goebbelsów                                                          |
| Julia Bauer              | Hedda Goebbels          | córka Goebbelsów                                                          |
| Aline Sokar              | Helga Goebbels          | córka Goebbelsów                                                          |
| Laura Borlein            | Holde Goebbels          | córka Goebbelsów                                                          |
| Charlotte Stoiber        | Hilde Goebbels          | córka Goebbelsów                                                          |
| Donevan Gunia            | Peter Kranz             | postać fikcyjna, chłopiec z Hitlerjugend wcielony do wojska               |
| Ulrike Krumbiegel        | Dorothee Kranz          | postać fikcyjna, matka Pitera Kranza                                      |
| Fabian Busch             | Stehr                   | postać fikcyjna, podpułkownik SS                                          |
| Sergey Evseev            | adiutant Mohnkego       | postać fikcyjna wzorowana na postaci historycznej                         |